# 行星適居性

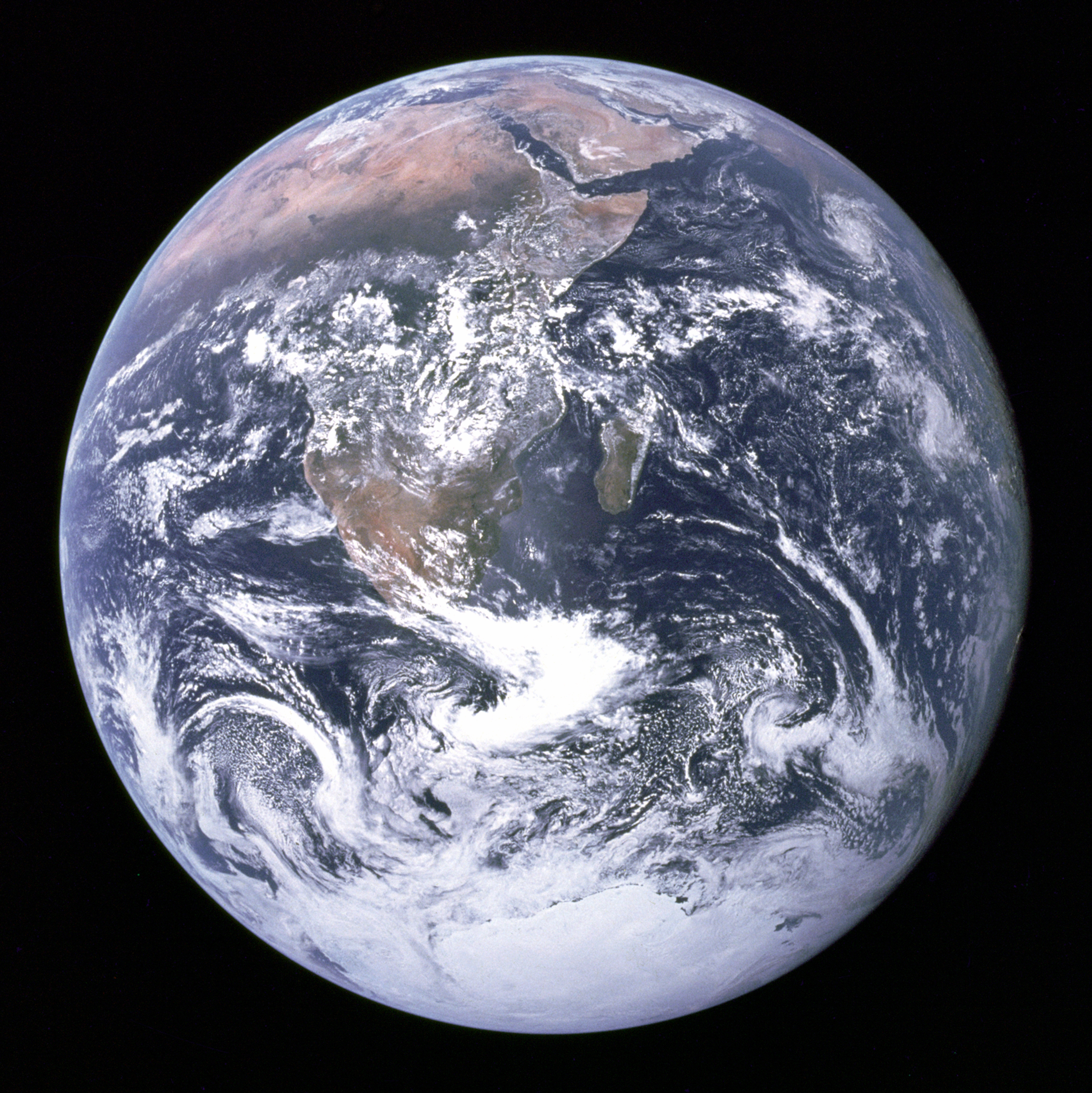
地球的環境是研究行星適居性的重要參考資料，因為地球是已知的惟一有生命存在的星體。

行星適居性是天文學裡對星體上生命的出現與繁衍潛力的評估指標，其可以適用於行星及行星的天然衛星。
生命的必要條件是能量來源（通常是太陽能但並不全然）。但通常是當其他眾多條件，如該行星的地球物理學、地球化學與天體物理學的條件成熟後，方會稱該行星為適合生命居住的。外星生命的存在仍是未知之數，行星適居性是以太陽系及地球的環境推測其他星體是否會適合生命居住。行星適居性較高的星體通常是那些擁有持續與複雜的多細胞生物與單細胞生命系統的星體。對行星適居性的研究和理论是天體科學的组成部分，正在成为一门新兴学科太空生物學。
對地球以外的星體進行生命探索是極古老的話題，最初是屬於哲學及物理學的研究領域。而在20世紀後期科學界對此有兩個重大突破。其一是使用先進機器對太陽系裡其他行星與衛星進行觀察，獲得這些星體的適居性資料，並將其與地球的相關資料作比較。其二是外太陽系行星的發現，它們是在1995年首度發現的，其後進度不斷加快。這個發現證明了太陽並不是惟一的擁有行星的星體，而且亦擴闊了探索適合生命居住的行星的範圍，使外太陽系星體亦被納入研究之中。

## 適合的恒星系統
研究行星適居性的首要步驟是由恒星着手，而非行星本身。而通常類地球的行星則是富有資源，因此會有較高機會出現生命。搜尋地外文明計劃贊助的鳳凰計畫底下的科學家們則正是為了探索其他適合生命居住的行星而在努力。其中杜布爾與塔爾特在2002年開發了適居恆星表。他們在接近十二萬顆屬於依巴谷星表的恒星裡篩選出一萬七千顆適居恆星，而且其使用的篩選條件正好使人們明瞭影響行星適居性的天體物理學的因素 。

### 光譜類型
星體光譜類型表示了該星體的光球溫度，並與其（主要是主序星）質量有關。適居恆星的可能光譜類型範圍由中等溫度的F或G至低溫的K，亦即由7,000K至大約4,000K光球溫度的恒星。太陽居於其中，屬於G2型。與太陽相似的恆星大多可以為環繞其運行的行星提供較高的適居性條件。
- 具有此條件的恒星最少要存在數十億年，這樣生命才能有機會在環繞其運行的行星上繁衍。屬於O、B與A型的較亮的主序星通常能存在的時間少於十億年，有的只能存在不足一千萬年 [二 1] 。

- 此外，具有此條件的恒星會釋放足夠高能量的紫外線使環繞其運行的行星啟動大氣運動，如臭氧层的生成，但同時亦不可以有過多的離子化反應使得初生生命被殺死 [原 2]。

- 具有較高適居性的行星會在距離其恒星較遠的區域運行，這可以使該行星表面的液態水不會因潮汐鎖定而消散。

這些恒星溫度要適中，不可太熱或太冷，而且要存在較長時間，使得生命有機會出現。太陽系所在的銀河系，其中大約有百分之五至十的恆星屬於此類型。而較暗淡的K與M型的恒星（如紅矮星）能否為環繞其運行的行星提供使生命存在的環境則是最近熱門的討論話題，因為傳統上相信主要是主序星的行星才有機會提供生命的存在環境。這個問題會在下面作出更詳細的討論。

### 適合居住的地帶
適合居住的地帶是指圍繞恒星運行，而其表面具有液態水的行星。除了能量來源外，液態水被視為生命最重要的依靠物，就如地球上的生命般。如果將那些不需要水來維持生命的生物也計算在內（如依靠液氨維生），則適合居住的行星將會大幅增加 。
一個穩定的適合居住的地帶具有兩個特徵。其一，此地帶不可大幅度改變。所有星體均會隨著其年齡增長而加強其亮度，而其適合居住的地帶則會向外調節，但如果這種情況發生得過快，如超巨大的恒星，則圍繞該恒星運行的行星較難提供使生命繁衍的環境。計算行星適居性的方法從來就不簡單，而且會受到眾多因素的影響。為了計算行星適居性，對該受觀察的行星的大氣條件及地質需要作出假設，這個假設正確與否十分影響計算的準確性。其實即使是計算太陽各行星的適居性亦有著很大波動 。
其二，不可以有巨大質量的星體接近此地帶，因為這會影響該類地球行星的組成。假設，如果木星運行於地球與金星間的軌道，則地球與金星均不會出現。以往的天文學家認為太陽系裡的內行星為固態行星，而外行星為氣態行星十分正常，然而太陽系外行星的發現改變了這個想法。無數類木星行星在其他星系裡運行於被認為是適合居住的地帶。然而，現在往往是類木星的外太陽系行星較易觀察，因此哪種方為正常現在仍未有結論。

### 低亮度變換
恒星的光度轉變十分平常，但其變動的範圍十分大。大部份恒星均十分穩定，但根據核融合形式的不同，有少數重要的恒星經常會突然地增加亮度及釋放出大量能量。這類恒星因其不穩定性較大而被認為無法為環繞其運行的行星提供生命所需的生存環境。明顯地，一般生物不能在溫度變化極大的情況下生存。光度不穩定亦有可能是恒星本身釋放出致命的伽瑪射線與X射線所致。若行星存在大氣的話，可以盡量減少其影響，不過這個保護作用畢竟有限，因此受到這些射線大量照射的行星通常並不適合生物居住。
太陽則很特別，其最大與最少的光度差距在十一個太陽週期裡為千分之一。而有明顯的證據可以證明即使是極少量的太陽亮度轉變亦會大幅度影響地球的氣候。上一個千年（1500年 - 1800年）中的小冰期就有可能是太陽亮度的短暫減弱而造成的結果 。因此，其他恒星不需要有明顯的亮度轉變亦可能影響環繞其運行的行星的適居性。

### 高度金屬特徵
恒星雖然主要是由氫與氦組成，但其亦有其他重金屬成份，而且含量亦不盡相同。而高重金屬含量的恒星通常與原行星盤裡的重金屬含量有直接關係。原行星圓盤裡的重金屬含量較少的話會使得在恒星周圍形成行星的可能性減低，這是由太陽系邊緣的太陽星雲的理論得來。而任何行星若是缺少金屬成份的話，則其質量會較低，從而變成類木星行星，這並不適合生物生存。光譜學的研究指出，在外太陽系的行星裡，如果其主恒星沒有伴星的話，則行星本身可以獲得更多的金屬成份組成，這更有機會形成類地球行星，生命出現的可能性便會較高。

### 雙星系統
最近的估算指出最少有半數的恒星是處於雙星系統下 ，這使得尋找適合生物居住的行星顯得更為複雜。雙星系統間的兩顆恒星的距離由少於一天文單位至數百天文單位皆有。而雙星系統間的行星會因為受到兩個恒星的吸力相互影響而使得其軌道凌亂，除非其軌道可以高度集中（參看納米西斯星）。但是，如果兩個恒星間的距離過少的話，適合生物生存的行星便變得不可能。此外，如果行星與其主星的距離大於兩個恒星間的距離的五分之一，適合生物生存的行星亦較不可能出現 。由卡內基美隆大學科技工程學院的愛倫·伯斯（Alan Boss）所進行的理論研究指出雙星系統裡形成類木星行星的機會比單星高很多 。
南門二是距離太陽最近的多星系統，其證明了雙星系統亦有可能為環繞其運行的行星提供適居性。南門二裡的A星與B星最近相距十一天文單位，平均為二十三天文單位，但它們均可為環繞其運行的行星提供適合生命居住的環境。有研究指出恒星為環繞其運行的行星提供的適合居住的地帶大約為三天文單位的軌道裡。南門二裡的A星的適合居住的地帶為1.2至1.3天文單位，而B星則為0.73至0.74天文單位 。

## 行星特徵
對行星適居性最主要的假設是它們應是類地球行星。這類行星，應該與地球的質量相差不遠，而且是由矽酸鹽的石頭所構造，並且其外圍並不能像類木星行星般由氫與氦所構造。生命可否在類木星行星上生存仍未定論 ，因為生命需要在沒有地表的地方活動及承受巨大的地心吸力，這想來不可能，但不知外星是否能演化出此類生物 。然而，類木星行星的天然衛星卻仍然是適合生物居住的候選者之一 。
在分析行星適居性時，對於候選者應只能提供生存環境給單細胞生物如細菌還是應提供生存環境給多細胞生物應有爭議，而且兩者標準亦有所差別。雖然歷史上必然是首先有了單細胞生物，然後才發展多細胞生物，但很難斷定該暫時只能提供生存環境給單細胞生物的候選者能否在未來提供生存環境給多細胞生物 。以下例出的適合居住行星的特徵雖然重點是考慮生命能否出現，但在所有個案均會作進一步研究該行星能否提供生存環境給多細胞生物。

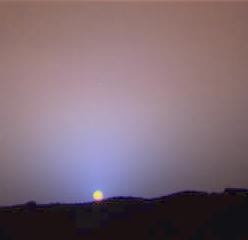
火星因為其大氣層較薄，因此即使與地球處於相近軌道亦會較冷

### 行星質量
低質量行星是較差的候選者的原因有二。其一，其較低的地心吸力使得維持大氣層變得困難。組成生命的分子會很容易被太陽風或隕石撞擊帶至外太空，從而扼殺生命出現的機會。沒有濃厚大氣層的行星並不能提供生物化學的必要原始條件，如只有很少的隔熱與較差的行星表面傳熱。（如火星因為只有較薄的大氣層，其溫度遠較地球為低），此外，較薄的大氣層所提供的對高頻輻射與隕石撞擊的保護較少。其二，較細小的行星具有較小的直徑，所以其具有較高的面積比。這類行星會較容易損失組成它們的能量，因此其地質活動會停止，即沒有火山、地震與板塊活動，結果生命會因為缺乏表面承托、大氣保護與維持適合居住溫度的物質如二氧化碳而不能出現。
低質量在某些情況是相對的，如地球對比太陽系裡的氣態行星，其質量可說是很低，然而，地球卻是類地球行星裡最大的，不論在直徑、質量與密度亦是 。其（金星亦是）已足夠維護其大氣及地心的高熱，使得地質活動可以在其表層上出現。對比而言，火星的地質活動已大致停止，而且亦沒有濃厚的大氣 。由此可見，適合居住的行星的質量最低亦該在地球與火星之間。但也有例外，如木星的天然衛星木衛一（較類地球行星細少）具有火山活動，這是因為其運行軌道的特別使得其地心壓力加大。木衛二在其冰封的表面下可能擁有液態的海洋，這是因為其圍繞大型行星運行而產生能量。土星的天然衛星土衛六有更大的可能孕育生命，因為其擁有濃厚的大氣層、生物化學反應及其液態阿摩尼亞在其表面。這些天然衛星的質量雖然不符合標準，但卻擁有行星適居性，可以說是特別例子。
而且質量較大的行星較易擁有較大的鐵核心，這使得其磁場能保護其不受太陽風的侵襲。然而，質量並非惟一的製造磁場的條件，若行星的自轉速度較所需的足夠快速，则在其核心造成發電機效应  。

### 軌道與自轉
行星適居性的其中的一個重要因素是軌道與旋轉的穩定程度。軌道離心率是行星近日點與遠日點間的差距。越大的偏離代表著越大的溫度變動。生物並不能在溫度變化過大的地方生存，可以想像地球的溫度在水的熔點與沸點間大幅變動，地球海洋的水便會被蒸發至太空或全部變為冰。地球沒有出現這情況是因為其軌道接近圓形，偏離率少於0.02；除水星以外，太陽系内已知的大行星均如此。而搜集回來的資料則令學者相當吃驚，在外太空找到適合居住的行星的機會大大減少，因為大部份外太陽系行星的軌道偏離率均大於地球，平均有0.25 。
行星的自轉亦需符合特定的條件才可為生命提供生存的機會。
- 日夜交替的時間不可太長。如果行星上度日如年的話，日夜溫差便會太明顯，這就如軌道離心率般造成不宜居住的環境。
- 該行星必須有氣候適中的季節。如果其軸心偏離太少的話，便不會有季節轉換，這樣很多生物的自然活動皆不能進行。但若行星軸心過度偏離的話，則季節過於分明，生物難以平衡各項生理需求。但有研究指出即使軸心傾斜八十五度的行星仍有可能存在生物 [二 12]。
- 行星的搖擺不可過份，其歲差亦需較長。地球的歲差以二萬六千年為一週期，如果這個週期不夠長或搖擺過度，氣候轉變便會過份明顯，這會影響其適居性。

月球對地球的軌道穩定程度有著極重要的影響，但對於其影響程度仍有著爭論 。

### 地球化學
通常所有外太空生物均會被假設需要符合部份基礎地球化學，如需要具有四種必要的生命元素，碳、氫、氧與氮，而這些亦是宇宙裡最具化學活躍性的元素。部份生物的生命活動所必需的化合物，如氨基酸就在隕石與星際空間裡找到。這四個元素共佔了地球上生物量超過百份之九十六的組成成份。碳可以組成精密的大型有機化合物，這會構成生命複雜的機械作用。氫與氧可以組成水份供生命生存之用。通由分解碳水化合物而釋放出的大量化學能量，是生命的燃料。這四個元素組成了氨基酸，這是維持生命必要的物質蛋白質的基本成份。
行星裡大氣的元素相對擁有量與其內部擁有量並不相等，上面四個主要元素裡，只有氧在地球的地殼佔有較大份量 。這部份因為很多重要元素或鹼性化合物在常溫時是氣體，如氫與氮，二氧化碳、甲烷、阿摩尼亞與水。在近太陽的地帶，因為溫度極高，這些易揮發的化合物較難參與行星地質構成。它們會以氣體形式存在在地殼下，而地殼則主要以石英構成。在行星出現首次火山活動後，這些氣體會被噴出，從而構成行星的大氣。米勒-尤里實驗指出，在足夠的能量供給時，氨基酸可以由簡單的化合物在原始大氣裡結合而得 。
然而，火山活動並不構成地球的海洋 
。地球海洋裡的大量水份及生命主要構成物質碳，均來自外太陽系，在遠離太陽熱力的地帶，因為在那兒這些東西仍是固體。早期的彗星撞擊為地球帶來大量的水份與生命所需的易揮發物，這為生命提供了初現的條件。
由此得知，行星獲得這四個生命元素的渠道主要是彗星，若沒有彗星撞擊，則該行星較難出現生命，但仍有可能性，詳情可參看假定型生物化學。

## 其他考慮因素

### 紅矮星星系的適居性
通由判定環繞紅矮星運行的行星是否具有適居性可得知宇宙的生物的普遍情況，紅矮星佔天空裡恒星的70至90個百份比。褐矮星雖然比紅矮星還多，但它們往往不被認為是恒星，而且在已知的知識下它們被認為無法為環繞其運行的行星提供生命所需的資源，這是因為其只釋放少量熱量並很快消散。
紅矮星在很長的時間裡被天文學家認為無法為環繞其運行的行星提供適居性。這是因其質量較小（大約為太陽質量的0.1至0.6倍），所以環繞其運行的行星若要具有地球表面的溫度則需要運行於0.3天文單位左右的距離。這會導致潮汐力鎖定，並使得行星的一面永遠白晝，另一面永遠漆黑。惟一可供生命出現的可能是該行星具有極厚的大氣層，這可以減低熱力的吸收與散失，使得溫度較穩定，但這會防止了植物首次光合作用的出現，因為陽光難以照射至地面。
然而最近的研究卻改變了這個悲觀想法。由位於加州的美國太空總署恩斯研究中心的羅拔·黑貝爾雷與馬加·喬西的研究報告指出該類行星只需要具有比地球大氣厚度厚15%的大氣便可傳導熱量至漆黑的一面。這個厚度亦無阻光合作用，只是水份在漆黑的一面仍會凝固為冰 。格林威治社區學院的馬丁·希夫斯亦指出若海床較深的話，海水亦會因對流作用而不變成固態。所以具有較深海床與較厚大氣的行星，其亦可能在紅矮星星系裡提供生命出現的環境。
質量並不是惟一的因素使得紅矮星較難為環繞其運行的行星提供適合的生命環境，環繞其運行的行星的漆黑面的植物無法進行光合作用，這是因為其永遠看不到陽光。即使是日照面，因為陽光長期照射，被山岳被遮蔽的陰暗地帶的植物亦無法看到陽光，難以進行光合作用。此外紅矮星主要是釋放紅外線，並不是可見光，這導致植物進行光合作用更為困難。
紅矮星光度會因為其表面黑子的數量而有重大變改，最暗時會較正常暗百分之四十，而最光亮時則為正常兩倍。這對生命造成損害，因為這會使行星的氣候轉變過大及生命突變率變高。
紅矮星亦有一個提供行星生命環境的明顯優勢，就是其存在已有很長時間。地球四十五億年歷史，適合生命居住的時間僅為5億多年。紅矮星可存在數兆年，這是因為其內部核反應較其他大型恒星為慢，所以其生命較長。紅矮星所提供的適合居住的地帶多而細，平均數量與類太陽恒星所提供的相差不遠，但它們是無處不在的，因此生命出現的可能性亦大 。

### 良好的木星
「良好的木星」是指大型氣態行星，就如太陽系裡的木星，其與適合居住的地帶距離剛好遠至不會影響生命的出現，而又剛好近至可以為其內行星提供保護。首先，其穩定了其內行星的軌道，亦即穩定其內行星的氣候。其次，其可以保護適合居住的地帶的類地球型行星不受大型殞石撞擊，以免生命被毀滅。良好的木星運行的距離大約為適合居住的行星與恒星距離的五倍。
早期太陽系歷史裡，木星有着不同的角色，它增加了小行星帶的行星軌道偏離，使之撞擊地球並提供了生命必須的揮發物。在地球變成現在質量前，木星與土星間的冰塊和小行星帶的冰塊被木星與土星影響而撞向地球，為地球帶來水份。

### 銀河系的鄰居
科學家大多認為太陽系是最有可能存在生命的星系，因為以下條件；
- 不在球狀星團裡。
- 不接近巨大伽瑪射線源。
- 不接近銀河系中心的黑洞。
- 太陽的圓形軌道避免了大部份的危險。

相對孤立是恆星系出現生命需要的環境。如果太陽系過於接近其他恆星系，則其鄰居會影響太陽系裡各行星的穩定。而且相近恆星系亦可能出現超新星爆發或是脈衝星，這會大大影響地球的生命生存環境。

## 參看
- 太空生物學
- 天體物理學
- 德瑞克方程
- 外星生命
- 費米悖論
- 生命起源
- 行星科學
- M級行星（英语：Class M planet）
- 曙光任務
- 行星定義
- 地球殊異假說
- 地外液態水
- 太陽系
- 太空移民
- 適居帶
- 地球化
- 超級適居行星

### 原始資料
1. ↑  Turnbull, Margaret C., and Jill C. Tarter. "Target selection for SETI: A catalog of nearby habitable stellar systems," The Astrophysical Journal Supplement Series, 145: 181-198, March 2003. （Link）. Habitability criteria defined—the foundational source for this article.
2. ↑  Kasting, J.F., D.C.B. Whittet, and W.R. Sheldon. "Ultraviolet radiation from F and K stars and implications for planetary habitability," Origins of Life, 27, 413-420, August 1997. （Link abstract on-line）. Radiation by spectral type considered.
3. ↑  Kasting, J.F., D.P. Whitmore, R.T. Reynolds. "Habitable Zones Around Main Sequence Stars," Icarus 101, 108-128, 1993. （Link）. Detailed overview of habitable zone estimates.
4. ↑  Santos, Nuno C., Garik Israelian and Michel Mayor. "Confirming the Metal-Rich Nature of Stars with Giant Planets," Proceedings of 12th Cambridge Workshop on Cool Stars, Stellar Systems, and The Sun, University of Colorado, 2003. （Link（页面存档备份，存于））. Metallicity and the occurrence of extra-solar planets.
5. ↑  Wiegert, Paul A., and Matt J. Holman. "The stability of planets in the Alpha Centauri system," The Astronomical Journal vol. 113, no. 4, April 1997 （Link （页面存档备份，存于））. Potentially stable orbits and habitable zones around Alpha Centauri A and B.
6. ↑   Laskar, J., F. Joutel and P. Robutel. "Stabilization of the earth's obliquity by the moon," Nature, 361, 615-617, July 1993. （Link abstract on-line）. Necessity of Moon for stable obliquity considered.
7. ↑  Lunine, Jonathon I. "The occurrence of Jovian planets and the habitability
of planetary systems," Proceedings of the National Academy of Science vol. 98, no. 3, 809-814, January 30, 2001. （Link （页面存档备份，存于））. The role of Jupiter in seeding the early Earth.

### 二手資料
1. ↑  Star Tables, California State University, Los Angeles.
2. ↑  The Little Ice Age, University of Washington.
3. ↑  18 Scorpii（页面存档备份，存于）, www.solstation.com.
4. ↑  Binary Stars （页面存档备份，存于）, Cornell University.
5. ↑  Stars and Habitable Planets, www.solstation.com.
6. ↑  Planetary Systems can form around Binary Stars, Carnegie Institute release, January 15 2006.
7. ↑  "Could there be life in the outer solar system?" （页面存档备份，存于） Motivate videoconferences for schools.
8. ↑  An interview with Dr. Darren Williams （页面存档备份，存于）, www.ibiblio.org.
9. ↑  The Heat History of the Earth（页面存档备份，存于）, James Madison University, Geology.
10. ↑  Magnetic Field of the Earth（页面存档备份，存于）, Georgia State University.
11. ↑  Bortman, Henry. Elusive Earths（页面存档备份，存于）, Astrobiology Magazine, June 22, 2005.
12. ↑  "Planetary Tilt Not A Spoiler For Habitation"（页面存档备份，存于）, Penn State release, August 25 2003.
13. ↑  Elements, biological abundance （页面存档备份，存于） David Darling Encyclopedia of Astrobiology, Astronomy and Spaceflight.
14. ↑  "How did chemisty and oceans produce this?"（页面存档备份，存于）, Electronic Universe Project, University of Oregon.
15. ↑  "How did the Earth Get to Look Like This?"（页面存档备份，存于）, Electronic Universe Project, University of Oregon.
16. ↑  Red, Willing and Able （页面存档备份，存于）, www.kencroswell.com, published in New Scientist January 27, 2001.
17. ↑  "'The end of the world' has already begun" （页面存档备份，存于）, University of Washington release, January 13, 2003.
18. ↑  "M Dwarfs: The Search for Life is On," Interview with Todd Henry（页面存档备份，存于）, Astrobiology Magazine, August 29, 2005.
19. ↑  Bortman, Henry. "Coming Soon: 'Good' Jupiters"（页面存档备份，存于）, Astrobiology Magazine, September 29, 2004.